# Capone (football)
Pour les articles homonymes, voir Oliveira et Capone.
Carlos Alberto de Oliveira, appelé aussi Capone (né le 23 mai 1972 à Campinas au Brésil), est un footballeur brésilien.

## Palmarès

### Galatasaray
- Vainqueur de la Coupe UEFA en 2000
- Vainqueur de la Supercoupe de l'UEFA en 2000
- Champion de Turquie en 1998, 1999 et 2000
- Vainqueur de la Coupe de Turquie en 1999 et 2000